# Jacques Laurin
Pour les articles homonymes, voir Laurin.
Jacques Laurin, né le 13 mai 1931 à Montréal et mort le 27 septembre 2018 dans la province de Sakhon Nakhon (Thaïlande), est un professeur, un linguiste, un éditeur, un conférencier et un chroniqueur canadien à la radio et à la télévision québécoise.
Il est auteur de nombreux ouvrages et a consacré sa vie à la promotion et à l’amélioration de la langue française au Québec.

## Biographie
Né à Montréal le 13 mai 1931, Jacques Laurin est titulaire d’une maîtrise de l’Université de Montréal et d’un doctorat en linguistique de l’Université de Strasbourg. Il a été professeur à la Commission des écoles catholiques de Montréal durant 30 ans, à l’Université de Montréal et à l’Université du Québec. Il a passé soixante années de sa vie au Conservatoire Lassalle où il a été successivement élève, professeur, directeur et membre du conseil d’administration.  
Il a été codirecteur des Éditions de l'Homme de 1974 à 1978 et éditeur de 1996 à 2000. 
Conseiller en communication orale auprès des journalistes et des animateurs de la société Radio-Canada, chroniqueur à CKAC, CKVL, CJMS et à Télé-Métropole pendant de nombreuses années, il est aussi l’auteur de livres de fond sur la correction du langage, l’élocution et l’art de parler en public, entre autres: 
- Prenez soin de votre intériorité : la sérénité au cœur du quotidien (2015)
- Vaincre la peur de parler en public : des conseils pour captiver, séduire, convaincre (2014)
- Chroniques d'un homme heureux (2013)
- Améliorez votre français (2011)
- Maîtrisez la conjugaison (2011)
- Grammaire érotique (2011) parue d’abord sous pseudonyme avant d’être rééditée à nom découvert en 2014 (La musardine)
- Les Aventures de Mister Jack en Asie (2011)
- Améliorez votre prononciation pour mieux communiquer (2007)
- Nos anglicismes : 2300 mots ou expressions à corriger  (2006)
- Ma grammaire (2006)
- Les Américanismes : 1200 mots ou expressions made in USA (2004)
- Le Bon Mot : déjouer les pièges du français (2001)
- Ma grammaire (1994, réédition 1998)
- L’Orthographe en un clin d’œil (1990)
- L'Expression orale : livre de l’élève et livre du professeur (1979)
- Notre français et ses pièges (1978)
- Corrigeons nos anglicismes (1975)
- Les Verbes (1971)
- Améliorez votre français (1970)

Il est également l’auteur et président du jury de la Dictée Paul-Gérin-Lajoie et membre du jury de la Dictée des Amériques. 
À partir de 2002, il a enseigné chaque été à l'université catholique Fu-Jen de Taipei à Taïwan. Professeur sans frontières, il a également été invité en Corée et en Roumanie.  
Le fonds d'archives Jacques Laurin (P933) est conservé au centre BAnQ Vieux-Montréal de Bibliothèque et Archives nationales du Québec.  
Il est décédé de causes naturelles en Thaïlande, dans la province de Sakhon Nakhon où il séjournait, le 27 septembre 2018,. Selon ses dernières volontés, ses cendres ont été dispersées dans un jardin de fleurs à proximité de l'endroit qu'il habitait.

## Honneurs
- 2000 : chevalier de l'ordre de la Pléiade
- 2001 : membre de l'ordre du Canada
- 2003 : chevalier de l'ordre national du Québec[5]
- Il a reçu la médaille d’or du rayonnement culturel de la Renaissance française en 2000 et le prix Camille-Laurin en 2002 pour l’ensemble de sa carrière.